# ATP Challenger Series 1987
In der folgenden Tabelle werden die Turniere der professionellen Herrentennis-Saison 1987 der ATP Challenger Series dargestellt. Sie bestand aus 61 Turnieren mit einem Preisgeld von 25.000 bis 75.000 US-Dollar. Es war die zehnte Ausgabe des Challenger-Turnierzyklus.

## Turnierplan

### Januar
| Datum1 | Ort          | Turnier                 | Preisgeld | Draw    | Belag2 | Sieger Einzel | Sieger Doppel                   |
| ------ | ------------ | ----------------------- | --------- | ------- | ------ | ------------- | ------------------------------- |
| 19.01. | Viña del Mar | Viña del Mar Challenger | $ 25.000  | 32E/16D | Sand   | Peter Moraing | Francisco González Víctor Pecci |

### Februar
| Datum1 | Ort       | Turnier                | Preisgeld | Draw    | Belag2    | Sieger Einzel   | Sieger Doppel                       |
| ------ | --------- | ---------------------- | --------- | ------- | --------- | --------------- | ----------------------------------- |
| 02.02. | Enugu     | Enugu Challenger       | $ 25.000  | 32E/16D | Hartplatz | Brett Dickinson | Jorge Lozano Tim Pawsat             |
| 02.02. | Nairobi   | Nairobi Challenger     | $ 25.000  | 32E/16D | Sand      | Luca Bottazzi   | Anand Amritraj Srinivasan Vasudevan |
| 02.02. | São Paulo | São Paulo Challenger I | $ 25.000  | 32E/16D | Sand      | Pavel Vojtíšek  | Ronnie Båthman Carlos di Laura      |
| 16.02. | Lagos     | Lagos Challenger       | $ 75.000  | 32E/16D | Hartplatz | Jorge Lozano    | Lloyd Bourne Jeff Klaparda          |

### März
| Datum1 | Ort        | Turnier              | Preisgeld | Draw    | Belag2        | Sieger Einzel    | Sieger Doppel                       |
| ------ | ---------- | -------------------- | --------- | ------- | ------------- | ---------------- | ----------------------------------- |
| 09.03. | Cherbourg  | Cherbourg Challenger | $ 25.000  | 32E/16D | Hartplatz     | Stefan Eriksson  | Paul Chamberlin Leif Shiras         |
| 16.03. | Kairo      | Cairo Challenger     | $ 75.000  | 32E/16D | Sand          | Alberto Tous     | Loïc Courteau Tore Meinecke         |
| 23.03. | Marrakesch | Marrakech Challenger | $ 50.000  | 32E/16D | Sand          | Tarik Benhabiles | Tarik Benhabiles Carlos di Laura    |
| 30.03. | Agadir     | Agadir Challenger    | $ 50.000  | 32E/16D | Sand          | Lawson Duncan    | Jim Pugh Magnus Tideman             |
| 30.03. | Wien       | Vienna Challenger    | $ 25.000  | 32E/16D | Hartplatz (i) | Éric Winogradsky | Jaroslav Navrátil Florin Segărceanu |

### April
| Datum1 | Ort             | Turnier                    | Preisgeld | Draw    | Belag2        | Sieger Einzel       | Sieger Doppel                           |
| ------ | --------------- | -------------------------- | --------- | ------- | ------------- | ------------------- | --------------------------------------- |
| 06.04. | Graz            | Graz Challenger            | $ 50.000  | 32E/16D | Hartplatz (i) | Christian Saceanu   | Grant Connell David Livingston          |
| 06.04. | Martinique      | Martinique Challenger      | $ 25.000  | 32E/16D | Hartplatz     | Peter Doohan        | Morten Christensen Lars-Anders Wahlgren |
| 13.04. | Guadeloupe      | Guadeloupe Challenger      | $ 25.000  | 32E/16D | Hartplatz     | Jonathan Canter     | Nelson Aerts Brett Dickinson            |
| 13.04. | Parioli         | Parioli Challenger         | $ 25.000  | 32E/16D | Sand          | Carlos di Laura     | Mark Basham Brett Buffington            |
| 13.04. | San Luis Potosí | San Luis Potosí Challenger | $ 25.000  | 32E/16D | Sand          | Leonardo Lavalle    | John Letts Rick Rudeen                  |
| 20.04. | Jerusalem       | Jerusalem Challenger       | $ 25.000  | 32E/16D | Hartplatz     | Shahar Perkiss      | Gilad Bloom Shahar Perkiss              |
| 20.04. | Lissabon        | Lisbon Challenger          | $ 25.000  | 32E/16D | Sand          | Carlos di Laura     | Mark Dickson Magnus Tideman             |
| 27.04. | Nagoya          | Nagoya Challenger          | $ 50.000  | 32E/16D | Hartplatz     | Ramesh Krishnan     | Andrew Castle Jon Levine                |
| 27.04. | Porto           | Oporto Challenger          | $ 25.000  | 32E/16D | Sand          | Christian Bergström | Conny Falk Stefan Svensson              |

### Mai
| Datum1 | Ort        | Turnier               | Preisgeld | Draw    | Belag2 | Sieger Einzel | Sieger Doppel                    |
| ------ | ---------- | --------------------- | --------- | ------- | ------ | ------------- | -------------------------------- |
| 11.05. | Waiblingen | Waiblingen Challenger | $ 50.000  | 32E/16D | Sand   | Alberto Tous  | Jaroslav Navrátil Mark Woodforde |
| 11.05. | Raleigh    | Raleigh Challenger    | $ 25.000  | 32E/16D | Sand   | Jimmy Brown   | Rill Baxter Mike DePalmer        |
| 25.05. | Montabaur  | Montabaur Open        | $ 25.000  | 32E/16D | Sand   | Niclas Kroon  | Axel Hornung Christian Saceanu   |

### Juni
| Datum1 | Ort              | Turnier                     | Preisgeld | Draw    | Belag2 | Sieger Einzel   | Sieger Doppel                    |
| ------ | ---------------- | --------------------------- | --------- | ------- | ------ | --------------- | -------------------------------- |
| 01.06. | Dortmund         | Dortmund Challenger         | $ 50.000  | 32E/16D | Sand   | Ronald Agénor   | Bruce Derlin Menno Oosting       |
| 22.06. | Clermont-Ferrand | Clermont-Ferrand Challenger | $ 50.000  | 32E/16D | Sand   | Bruno Orešar    | Mansour Bahrami Claudio Mezzadri |
| 29.06. | Tarbes           | Tarbes Challenger           | $ 25.000  | 32E/16D | Sand   | Pedro Rebolledo | Yahiya Doumbia Thierry Pham      |

### Juli
| Datum1 | Ort              | Turnier               | Preisgeld | Draw    | Belag2    | Sieger Einzel     | Sieger Doppel                   |
| ------ | ---------------- | --------------------- | --------- | ------- | --------- | ----------------- | ------------------------------- |
| 06.07. | Dublin           | Dublin Challenger     | $ 25.000  | 32E/16D | Sand      | Gianluca Pozzi    | Pieter Aldrich Warren Green     |
| 06.07. | Tampere          | Tampere Challenger    | $ 25.000  | 32E/16D | Sand      | Magnus Gustafsson | David Engel Desmond Tyson       |
| 06.07. | Travemünde       | Travemünde Challenger | $ 25.000  | 32E/16D | Sand      | Ronnie Båthman    | Alexander Mronz Karsten Saniter |
| 20.07. | Hanko            | Hanko Challenger      | $ 50.000  | 32E/16D | Sand      | Per Henricsson    | Mika Hedman Veli Paloheimo      |
| 20.07. | Fürth            | Quelle Cup            | $ 25.000  | 32E/16D | Sand      | Patrick Baur      | Nick Fulwood Cyril Suk          |
| 27.07. | Campos do Jordão | Campos Challenger     | $ 25.000  | 32E/16D | Sand      | Luiz Mattar       | Ivan Kley João Soares           |
| 27.07. | Ulm              | Müller Cup            | $ 25.000  | 32E/16D | Sand      | Tomáš Šmíd        | Finale nicht ausgespielt        |
| 27.07. | Seattle          | Seattle Challenger    | $ 25.000  | 32E/16D | Hartplatz | Andrew Sznajder   | Rick Leach Patrick McEnroe      |

### August
| Datum1 | Ort       | Turnier                 | Preisgeld | Draw    | Belag2    | Sieger Einzel       | Sieger Doppel                     |
| ------ | --------- | ----------------------- | --------- | ------- | --------- | ------------------- | --------------------------------- |
| 03.08. | São Paulo | São Paulo Challenger II | $ 25.000  | 32E/16D | Sand      | Marcelo Filippini   | José Daher Eleuterio Martins      |
| 10.08. | Knokke    | Knokke Challenger       | $ 25.000  | 32E/16D | Sand      | Edoardo Mazza       | Anders Henricsson Per Henricsson  |
| 10.08. | New Haven | New Haven Challenger    | $ 25.000  | 32E/16D | Hartplatz | Darren Cahill       | Glenn Layendecker Glenn Michibata |
| 17.08. | Istanbul  | Istanbul Challenger     | $ 25.000  | 32E/16D | Sand      | Branislav Stankovič | Nevio Devide Alberto Paris        |
| 17.08. | Winnetka  | Winnetka Challenger     | $ 25.000  | 32E/16D | Hartplatz | Simon Youl          | Tobias Svantesson Jon Treml       |
| 31.08. | Budapest  | Budapest Challenger     | $ 25.000  | 32E/16D | Sand      | Petr Korda          | Josef Čihák Cyril Suk             |

### September
| Datum1 | Ort          | Turnier                 | Preisgeld | Draw    | Belag2    | Sieger Einzel     | Sieger Doppel                     |
| ------ | ------------ | ----------------------- | --------- | ------- | --------- | ----------------- | --------------------------------- |
| 07.09. | Thessaloniki | Thessaloniki Challenger | $ 25.000  | 32E/16D | Hartplatz | Martin Laurendeau | Per Henricsson Henrik Holm        |
| 28.09. | Estoril      | Estoril Challenger      | $ 50.000  | 32E/16D | Sand      | Gilad Bloom       | Barry Moir Gianluca Pozzi         |
| 28.09. | Brisbane     | Brisbane Challenger     | $ 25.000  | 64E/32D | Hartplatz | John Frawley      | Jason Stoltenberg Todd Woodbridge |
| 28.09. | Coquitlam    | Coquitlam Challenger    | $ 25.000  | 32E/16D | Hartplatz | Stephane Bonneau  | Grant Connell Glenn Michibata     |

### Oktober
| Datum1 | Ort        | Turnier              | Preisgeld | Draw    | Belag2      | Sieger Einzel | Sieger Doppel                  |
| ------ | ---------- | -------------------- | --------- | ------- | ----------- | ------------- | ------------------------------ |
| 05.10. | Messina    | Messina Challenger   | $ 50.000  | 32E/16D | Sand        | Hans Schwaier | Omar Camporese Diego Nargiso   |
| 05.10. | Vancouver  | Vancouver Challenger | $ 25.000  | 32E/16D | Hartplatz   | Grant Connell | Grant Connell Glenn Michibata  |
| 12.10. | Casablanca | Grand Prix Hassan II | $ 50.000  | 32E/16D | Sand        | Lawson Duncan | José López Maeso Alberto Tous  |
| 12.10. | Las Vegas  | Las Vegas Challenger | $ 25.000  | 32E/16D | Hartplatz   | Michael Chang | David Dowlen Glenn Layendecker |
| 26.10. | Bergen     | Bergen Challenger    | $ 75.000  | 32E/16D | Teppich (i) | Patrik Kühnen | Nduka Odizor Ben Testerman     |

### November
| Datum1 | Ort               | Turnier                  | Preisgeld | Draw    | Belag2        | Sieger Einzel     | Sieger Doppel                          |
| ------ | ----------------- | ------------------------ | --------- | ------- | ------------- | ----------------- | -------------------------------------- |
| 02.11. | Bossonnens        | Bossonnens Challenger    | $ 25.000  | 32E/16D | Hartplatz (i) | Roger Smith       | Peter Palandjian Bud Schultz           |
| 02.11. | Jakarta           | Jakarta Challenger       | $ 25.000  | 32E/16D | Hartplatz     | Broderick Dyke    | Steve Guy Jon Levine                   |
| 02.11. | Santiago de Chile | Santiago Challenger      | $ 25.000  | 32E/16D | Sand          | Javier Frana      | Javier Frana Hans Gildemeister         |
| 09.11. | Helsinki          | Helsinki Challenger      | $ 25.000  | 32E/16D | Teppich (i)   | Grant Connell     | Peter Palandjian Bud Schultz           |
| 18.11. | Valkenswaard      | Valkenswaard Challenger  | $ 50.000  | 32E/16D | Teppich (i)   | Christian Saceanu | Michiel Schapers Huub van Boeckel      |
| 23.11. | Bloemfontein      | Bloemfontein Challenger  | $ 25.000  | 64E/32D | Hartplatz     | Philip Johnson    | David Felgate Nick Fulwood             |
| 23.11. | München           | Munich Challenger        | $ 25.000  | 32E/16D | Teppich (i)   | Leif Shiras       | Tony Mmoh Roger Smith                  |
| 30.11. | Münster           | Münster Challenger       | $ 75.000  | 32E/16D | Teppich (i)   | Eric Jelen        | Karel Nováček Marián Vajda             |
| 30.11. | Durban            | Durban Challenger        | $ 25.000  | 64E/32D | Hartplatz     | Philip Johnson    | Marius Barnard Piet Norval             |
| 30.11. | São Paulo         | São Paulo Challenger III | $ 25.000  | 32E/16D | Sand          | Ivan Kley         | Marcelo Filippini Daniel Montes de Oca |

### Dezember
| Datum1 | Ort            | Turnier                   | Preisgeld | Draw    | Belag2    | Sieger Einzel     | Sieger Doppel            |
| ------ | -------------- | ------------------------- | --------- | ------- | --------- | ----------------- | ------------------------ |
| 07.12. | East London    | East London Challenger    | $ 25.000  | 64E/32D | Hartplatz | Pieter Aldrich    | Luke Jensen Byron Talbot |
| 14.12. | Port Elizabeth | Port Elizabeth Challenger | $ 25.000  | 64E/32D | Hartplatz | Michael Robertson | Neil Broad Stefan Kruger |
| 21.12  | Kapstadt       | Capetown Challenger       | $ 25.000  | 32E/16D | Hartplatz | Pieter Aldrich    | Neil Broad Stefan Kruger |

- 1 Turnierbeginn (ohne Qualifikation)
- 2 Das Kürzel „(i)“ (= indoor) bedeutet, dass das betreffende Turnier in einer Halle ausgetragen wurde.